# Simone Laudehr
Simone Laudehr (ur. 12 lipca 1986 w Ratyzbonie) – niemiecka piłkarka grająca na pozycji pomocnika, mistrzyni świata z 2007, zdobywczyni bramki w finałowym meczu przeciwko Brazylii.